# Arengario (Monza)
L'Arengario est un bâtiment historique de Monza, dans le nord de l'Italie. Il a été construit au XIIIe siècle et tire son nom de sa fonction première d'arengario de la ville (hôtel de ville). Il s'élève sur la place centrale de Monza, la Piazza Roma.

## Histoire

Blason communale de Monza
XIII

L'Arengario est l'ancien hôtel de ville de Monza et date du XIIIe siècle. Au-dessus de la porte d'entrée il y a une plaque pour commémorer la construction. "MCCLXXXXIII de mense iuni ... in regimine nobilis et potentis militis domini Petri Vicecomitis potestatis burgi de Modoetia factum fuit hoc opus ». (Ce travail a été réalisé en juin 1293, sous le régime du noble et puissant Pietro Visconti, Podestat de la ville de Monza).
Construit en marge du Pratum  magnum, à savoir la place du marché historique, l'Arengario est le bâtiment civil le plus important de la ville et le symbole de l'ancienne autonomie communale. Sa construction a probablement été motivée par l'excommunication de 1250, qui a frappé le maire de l'époque. En ce temps-là, les magistrats municipaux et le maire Bono avaient l'habitude d'utiliser illégalement le porche devant la cathédrale, maintenant disparue, pour les réunions et le marché ce qui a motivé leur excommunication 
En réaction, la Commune a construit un bâtiment pour abriter les différentes activités municipales. Chaque mois, le maire présidait non seulement les sessions de la cour, mais aussi le «Conseil des Majeurs» composé de 150 citoyens élus. Il fallait donc une grande salle pouvant accueillir un grand nombre de personnes. Le corps principal est de forme rectangulaire dont les côtés sont respectivement de 30,3 m et 12,4 m. La structure du bâtiment avec un porche inférieur (utilisé à l'origine pour le marché) qui soutient une grande salle supérieure, utilisée pour les conseils municipaux et des assemblées pour les marchands, est inspirée du palazzo della Ragione (1228) (également appelé Broletto Nuovo) situé à piazza Mercanti à Milan. Il s'agit d'un bâtiment en briques, avec  des décors bicolores au-dessus de fenêtres ogivales dans un style néo-roman. Le porche est caractérisé par des arcs brisés soutenus par des piliers eux aussi bicolores, dont la base est recouverte de dalles de pierre. Il y a 18 piliers disposés sur trois rangées de six le long de l'axe nord-sud, deux sur les côtés extérieurs et un à l'intérieur. Sous le porche étaient conservées les unités de mesure médiévales utilisées par les commerçants. On peut les retrouver aujourd'hui à l'entrée de la bibliothèque municipale.
Sur la façade sud, une loggia en pierre en forme de hutte, a été ajoutée en 1380. Connue en dialecte comme la parlera, c’est l’endroit d‘où étaient lus les décrets de la Ville.
Anciennement, l'accès à la salle supérieure se trouvait le long de la façade orientale via deux escaliers extérieurs à la porte dont les traces sont encore visibles. De nos jours il y a une échelle métallique, qui fait fonction de sortie de sécurité. Il y avait aussi un passage suspendu qui reliait l'Arengario à la résidence privée du maire disparue depuis. La grande salle supérieure, constituée d’un plafond avec charpente en bois sur une base en pierre, est utilisée pour des expositions d'art et des événements culturels. Aujourd'hui, elle est accessible à partir de la façade nord par un escalier situé dans la tour, là où il y avait jadis un escalier avec deux rampes situées le long de la façade est.
Au milieu du XIIIe siècle, un clocher à plan carré a été ajouté. À une hauteur d‘environ 27 mètres, il y a un beffroi avec deux fenêtres à meneaux avec arcs en ogive au-dessus duquel il y a le chemin de garde couronné par des merlons en queue d’aronde. Le tout est surmonté d'une flèche octogonale qui culmine à une hauteur de 44 mètres. En 1347, l'archiprêtre Leone dei Frisi y plaça l'une des premières horloges à roue d’Italie, la troisième après celles de Milan et de Padoue. Cette horloge a été construite par Giovanni Dondi.
Au XVIIIe siècle, la grande salle est devenue le siège du tribunal et a été reliée au palais prétorien, aujourd'hui disparu, par le biais d'une passerelle sur la façade ouest. Au XIXe siècle, il a été décidé de démolir le bâtiment, idée abandonnée grâce au projet de Ing. Villa qui le rénova pour en faire le siège du tribunal de district. Cependant, le projet a entraîné des changements comme la subdivision de la grande salle et l'ouverture de grandes fenêtres à meneaux alignées avec les arcs.

## Modifications récentes
En 1881, des fissures apparaissent dans le pilier sud-est de la tour ce qui donna lieu à une étude et une évaluation de la stabilité de l'immeuble. L'étude fut publiée en 1890 sous le titre « Il Palazzo Comunale detto Arengario di Monza »  avec une préface de Luca Beltrami. Ce document constitue encore aujourd'hui un texte essentiel dans l'étude du bâtiment. À la suite de ce travail d'analyse, la commune effectua de nombreux travaux y compris la reconstruction de l'escalier intérieur en bois de la tour, mais sans résoudre les problèmes de fragilité.
En 1903, la commune décida de transférer les bureaux du tribunal et, malgré l'opposition de nombreux citoyens, de démolir l'ancien Palazzo Pretorio adjacent. Il y avait de nombreux projets pour la reprise du bâtiment et, après des longs débats, on approuva en 1910 un projet très similaire à celui présenté cinq ans auparavant par l’ingénieur Ottorino Jotta, qui était de restaurer la structure originale de la grande salle, ainsi que les ouvertures du côté est. En 1915 les travaux étaient finis.
La deuxième grande intervention a eu lieu entre 1966 et 1967 sur projet de l'architecte Luigi Ricci. Il s'agissait de donner à la grande salle la double fonction de musée et de lieu d’exposition. Pour cela, Ricci créa un deuxième niveau sur le périmètre de la salle pour la partie musée, où placer les objets d’époque romaine et médiévale, et une salle exposition dans la partie centrale, articulée avec des panneaux pliants. Ricci profita des travaux pour équiper le bâtiment d'un système électrique moderne et du chauffage.
Actuellement, l'Arengario est un espace d'exposition, les collections ont trouvé un siège permanent au nouveau musée municipal Musei Civici di Monza, inauguré le 28 juin 2014, qui a ouvert ses portes dans l'ancienne Casa degli Umiliati,  via Teodolinda 4.

## Galerie photographique

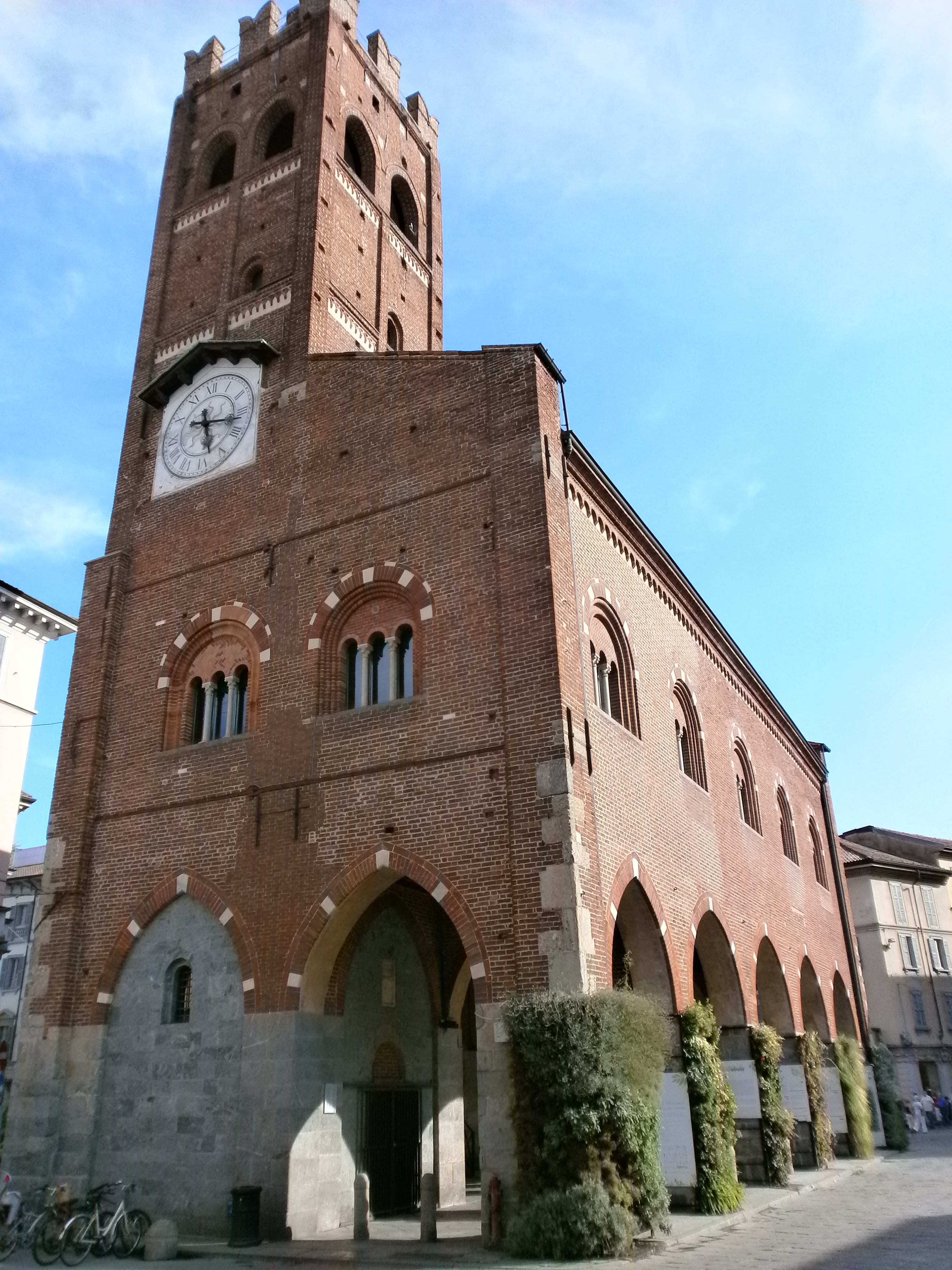
Vue d'ensemble
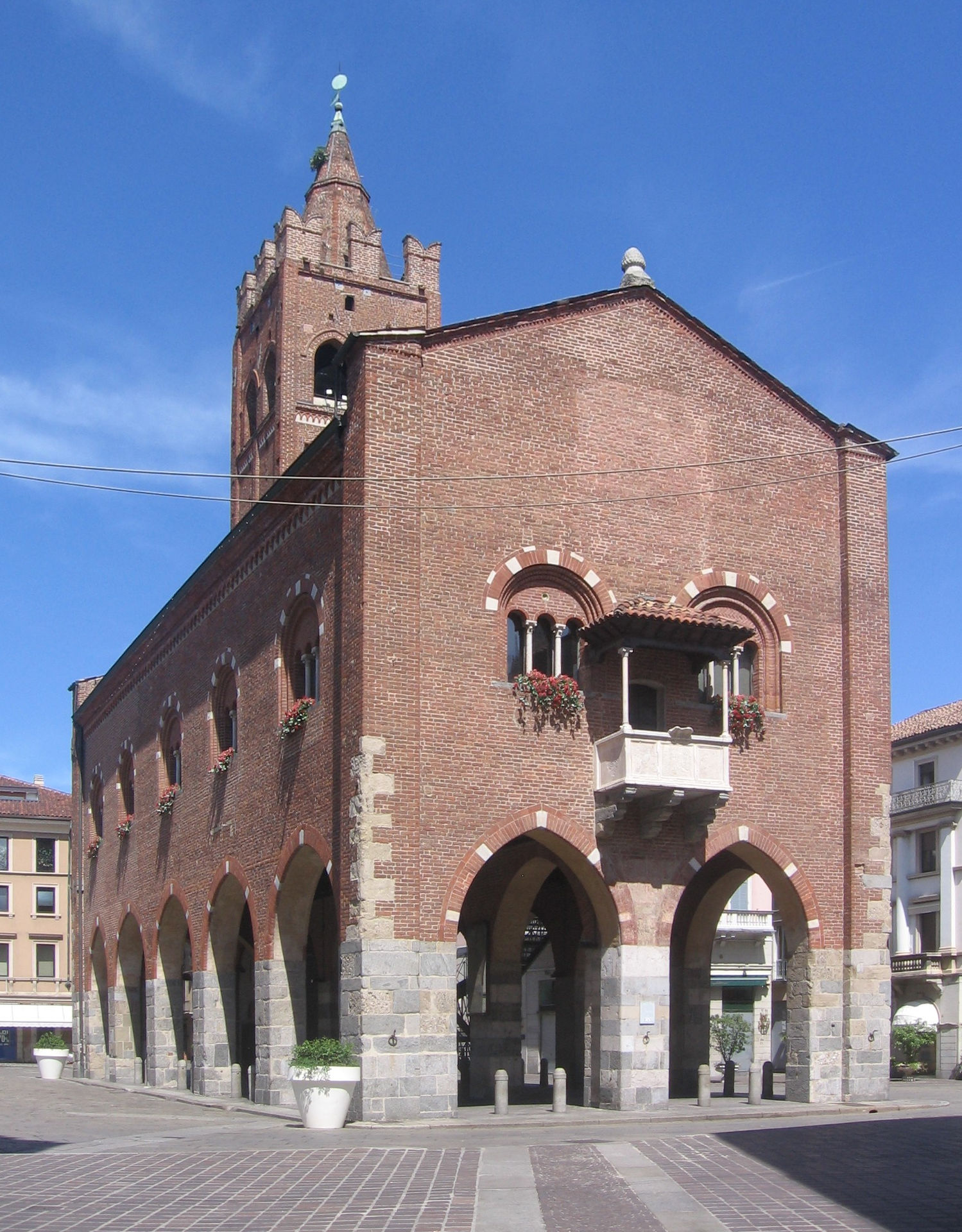
Perspective depuis la via Italia